# TCP Wrapper
O TCP Wrapper é um sistema de rede ACL baseado em host, usado para filtrar acesso à rede a servidores de protocolo de Internet (IP) em sistemas operacionais do tipo Unix, como Linux ou BSD. Ele permite que o host, endereços IP de sub-rede, nomes e/ou respostas de consulta ident, sejam usados como tokens sobre os quais realizam-se filtros para propósitos de controle de acesso.
O código original foi escrito por Wietse Venema em 1990 para monitorar atividades de crackers em estações de trabalho Unix no Departamento de Matemática e Ciência da Computação na Universidade Tecnológica de Eindhoven. Ele o manteve até 1995 e em 1º de junho de 2001, o lançou sob sua própria licença de estilo BSD.
O tarball inclui uma biblioteca chamada libwrap que implementa a funcionalidade real. Inicialmente, apenas serviços que eram gerados para cada conexão de um super-servidor (como inetd) eram empacotados (wrapped), utilizando o programa tcpd. Entretanto, os daemons de serviço de rede mais comuns atualmente podem ser vinculados diretamente à libwrap. Isto é usado por daemons que operam sem ser geradas de um super-servidor, ou quando um único processo manipula várias conexões. Caso contrário, apenas a primeira tentativa de conexão seria verificada em relação às suas ACLs.
Quando comparado à diretivas de controle de acesso a hospedeiro frequentemente encontradas em arquivos de configuração de daemons, os TCP Wrappers possuem o benefício de configuração de ACL em tempo de execução (isto é, os serviços não precisam ser recarregados ou reiniciados) e uma abordagem genérica à administração de redes.
Isto facilita o uso para scripts anti-worm, como DenyHosts ou Fail2ban, para adicionar e expirar regras de bloqueio de clientes, quando conexões excessivas e/ou muitas tentativas falhas de login são encontradas.
Embora originalmente escrito para proteger serviços de aceitação de TCP e UDP, também existem exemplos de uso para filtrar determinados pacotes ICMP, como 'pingd' - o respondedor de solicitação de ping do espaço de usuário.